# Cuju

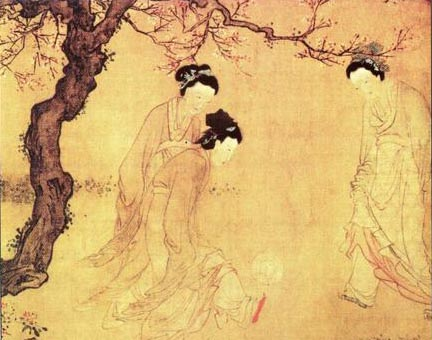
Mujeres jugando al cuju.

El cuju (蹴鞠 tsu chu) es un juego de pelota que se jugó en la Antigua China durante más de mil quinientos años, y que se considera un precursor del fútbol.
Se sabe que se jugaba al menos desde finales del siglo III a. C. Originalmente el balón era de cuero relleno de plumas y de pelo enrollado. El objetivo del juego consistía en lanzarse la pelota con los pies hasta hacerla entrar en una pequeña red ligada a unos 10 metros de altura en el extremo de dos largas varas de bambú separadas sólo de 30 a 40 cm. Los oficiales lo introdujeron entre las prácticas de entrenamiento de los soldados.
Otra modalidad, descrita en un manual antiguo, consistía en que los jugadores, en su camino a la meta, debían sortear los ataques de un rival, pudiendo tocar la bola con pies, pecho, espalda y hombros, pero no con la mano.
Durante la dinastía Tang la pelota se cambió por una hueca llena de aire, y emergieron las variantes zhu qi y bai da, alcanzando su apogeo durante la dinastía Song como parte de una cultura urbana del ocio, y el entretenimiento. Entonces ya era practicado por profesionales y en partidos por equipos que competían por meter goles, tal como describe el famoso libro Los esplendores de la capital oriental sobre la vida en la capital Kaifeng en 1120. Los clubes de cuju tenían patrocinadores, entrenadores y capitanes y sus miembros eran usualmente chicos jóvenes de familias ricas.
El cuju se incluía entonces como entretenimiento en los banquetes de la corte o ante embajadas extranjeras, e incluso los emperadores jugaban. También las mujeres.
Los manuales sobre las reglas del juego de la época Song indican que había dos tipos principales de juego, con o sin goles; cada equipo tenía sus colores y los capitanes llevaban un sombrero decorado con pequeñas alas tiesas, mientras los de los jugadores las tenían rizadas. Ganaba el equipo que metiera más goles y los tiros exitosos se recompensaban con redobles de tambor, banderines y vino. Como era de esperar en una sociedad confuciana, los clubes de cuju practicaban la benevolencia y la cortesía. El espíritu de equipo y el respeto no dejaban lugar para conductas poco caballerosas, juego sucio o acaparar la pelota. Los mejores jugadores obtenían fama y fortuna, y junto con sus equipos eran invitados a las celebraciones imperiales.
Durante la dinastía Ming, hubo un resurgir del interés en este deporte, pero luego desapareció definitivamente.